# Jan Gustavsen
Jan Gustavsen (født 15. maj 1957, død 2. januar 1996) var en dansk forfatter og skuespiller, som i 1979 medvirkede i filmene Charly & Steffen og Rend mig i traditionerne. Som forfatter skrev han bl.a. bogen "245 Grimasser". Desuden var han manden bag serien af kassettebånd, indtalt af skuespilleren Poul Glargaard, der bærer seriebetegnelsen Lyt, hvis du tør! (serien indeholder Gustavsens bearbejdelser af bl.a. Mary Shelleys Frankenstein, og Robert Louis Stevensons Dr. Jekyll og Mr. Hyde)